# Tramatza
Tramatza è un comune italiano di 899 abitanti della provincia di Oristano in Sardegna. Ubicato nella fertile piana del Campidano di Oristano, dista 15 km dal capoluogo.

## Geografia fisica

### Territorio
Ha un territorio di 16,66 km² ed è a 20 m sopra il livello del mare. Il terreno è di origine alluvionale, ma affiorano, a tratti, formazioni basaltiche, testimonianza dell'antica attività vulcanica del vicino Montiferru.
Il territorio è attraversato dal fiume Cispiri che ha avuto un ruolo importante nella storia e nell'economia del paese, in particolare per la produzione di canne, conosciute in tutta l'isola per la loro resistenza. Inoltre, lo stesso fiume, dava forza alle ruote di circa venti mulini, andati ormai distrutti.

## Storia
L'area fu abitata già in epoca nuragica per la presenza nel territorio di alcuni nuraghi, nurachi Mannu, nurachi Aurras, nurachi Pitzibi, nurachi Zuddas e nurachi Sant'Uanni o Pellidos, come riportato in alcuni scritti. Sono presenti nel territorio, in località Serra 'e Muru e Forru Sorighina, dei resti di alcune domus de janas.
Durante il medioevo faceva parte della curatoria Campidano di Milis nel Giudicato di Arborea.
Alla caduta del giudicato (1420) entrò a far parte del Marchesato di Oristano. Alla definitiva sconfitta degli arborensi, nel 1478, passò sotto il dominio aragonese e divenne un feudo.
Intorno al 1767, in epoca sabauda, venne incorporato nel marchesato d'Arcais, feudo dei Flores Nurra, ai quali fu riscattato nel 1839 con la soppressione del sistema feudale, per cui divenne un comune amministrato da un sindaco e da un consiglio comunale,negli anni del fascismo si vide rettificato il titolo di comune e di fatto divenne una frazione del comune di Milis fino agli anni 50.

### Simboli
Lo stemma e il gonfalone del comune di Tramatza sono stati concessi con decreto del presidente della Repubblica del 15 aprile 1995.
Vi sono rappresentati elementi caratteristici della storia del territorio: le canne, prodotto per cui Tramatza era famosa in tutta la Sardegna per la loro qualità; il ponte romano, di età tardo repubblicana o del primo impero, attraversa il rio Cispiri.
Il gonfalone è un drappo di giallo.

## Monumenti e luoghi d'interesse

### Architetture religiose
- La chiesa parrocchiale di Santa Maria Maddalena, risalente al XIV secolo.
- La chiesa di San Giovanni.

### Siti archeologici
- Il ponte romano, antico ponte di età romana tardo repubblicana o del primo impero.

## Società

### Evoluzione demografica
Abitanti censiti

### Etnie e minoranze straniere
Secondo i dati ISTAT al 31 dicembre 2016 la popolazione straniera residente era di 57 persone. Le nazionalità maggiormente rappresentate in base alla loro percentuale sul totale della popolazione residente erano:
- Marocco 23 (2,35%)

### Lingue e dialetti
La variante del sardo parlata a Tramatza è una variante del campidanese oristanese.

## Economia
L'attività della popolazione è prevalentemente agropastorale.

## Amministrazione
| Periodo         | Periodo         | Primo cittadino             | Partito                             | Carica  | Note   |
| --------------- | --------------- | --------------------------- | ----------------------------------- | ------- | ------ |
| 6 giugno 1993   | 27 aprile 1997  | Salvatore Lutzu             | Democrazia Cristiana                | Sindaco | [ 7 ]  |
| 27 aprile 1997  | 13 maggio 2001  | Silvana Dalla Riva in Cuccu | centro                              | Sindaco | [ 8 ]  |
| 13 maggio 2001  | 28 maggio 2006  | Salvatore Lutzu             | lista civica                        | Sindaco | [ 9 ]  |
| 28 maggio 2006  | 15 maggio 2011  | Antonio Emilio Stefano Pala | lista civica                        | Sindaco | [ 10 ] |
| 15 maggio 2011  | 5 giugno 2016   | Antonio Emilio Stefano Pala | lista civica "Uniti per Crescere"   | Sindaco | [ 11 ] |
| 5 giugno 2016   | 10 ottobre 2021 | Francesca Piredda           | lista civica "Tramatza Casa Comune" | Sindaco | [ 12 ] |
| 11 ottobre 2021 | in carica       | Maria Sebastiana Moro       | lista civica "Tramà"                | Sindaco | [ 13 ] |